# Chainmail (Spiel)
Chainmail (engl. Kettenrüstung) war ein Fantasy-Tabletop-Spiel, das 1971 zuerst bei Guidon Games erschien und später von TSR herausgegeben wurde.
Chainmail ist bekannt als Vorgänger des am weitesten verbreiteten Pen-&-Paper-Rollenspiels, Dungeons and Dragons. Erdacht wurde es von Jeff Perren und Gary Gygax. Die erste, 1971 produzierte Edition gilt als eines der ersten Regelwerke für Fantasykämpfe. Obwohl es vornehmlich ein Regelsystem für Kämpfe mit Miniaturen war, erschuf das Fantasy Supplement von Chainmail das Rollenspiel als neue Form des Gesellschaftsspiels.

## Versionen
Zwischen 1971 und 1985 erschien Chainmail in 3 Regeleditionen mit unterschiedlichen Auflagen:
1st Edition (Guidon Games)
- 1. Aufl. (1971)

2nd Edition (Guidon Games)
- 1.–2. Aufl. (1972)

3rd Edition (TSR)
- 1.–2. Aufl. (1975)
- 3. Aufl. (1976)
- 4. Aufl. (1977)
- 5.–6. Aufl. (1978)
- 7.–8. Aufl. (1979)
- unv. Neuaufl. (bis 1985)

## Weiterentwicklung
Bereits 1974 veröffentlichte TSR die erste Version des Rollenspiels Dungeons & Dragons, welches im Wesentlichen eine Weiterentwicklung von Chainmail darstellt, dieses als Spiel jedoch nicht ersetzte.
Als Tabletop-Regelsystem für Fantasy-Gefechte wurde Chainmail bis 1985 (zuletzt in Form von Fotokopien der 8. Aufl.) weiter vertrieben, im selben Jahr aber schließlich von dem Spiel Battlesystem (TSR) abgelöst.